# 이시제촌
이시제촌(石瀬村)은 니가타현 니시칸바라군에 설치되었던 촌이다.